# Howe, Indiana
Howe är en ort i LaGrange County i delstaten Indiana, USA.